# Behind the Door (EP)
Behind the Door è il quinto EP del gruppo Hardcore punk torinese Negazione, pubblicato nel 1989.

## Descrizione
Stampato sia in vinile 12 pollici che su CD. la versione in CD si differenzia per la presenza di due tracce aggiuntive: Sempre in bilico e La nostra vita, già presenti sull'EP Sempre in bilico.

## Tracce
1. Happiness is Not for Heroes
2. House of Thousand Lights
3. S.U.N.
4. Behind the Door

### Tracce della versione CD
1. Happiness is Not for Heroes
2. House of Thousand Lights
3. S.U.N.
4. Sempre in bilico
5. La nostra vita
6. Behind the Door